# (300230) 2006 YZ
(300230) 2006 YZ es un asteroide perteneciente al cinturón de asteroides, región del sistema solar que se encuentra entre las órbitas de Marte y Júpiter, descubierto el 16 de diciembre de 2006 por el equipo del Spacewatch desde el Observatorio Nacional de Kitt Peak, Arizona, Estados Unidos.

## Designación y nombre
Designado provisionalmente como 2006 YZ. 

## Características orbitales
2006 YZ está situado a una distancia media del Sol de 3,185 ua, pudiendo alejarse hasta 3,620 ua y acercarse hasta 2,750 ua. Su excentricidad es 0,136 y la inclinación orbital 4,943 grados. Emplea 2076,75 días en completar una órbita alrededor del Sol.

## Características físicas
La magnitud absoluta de 2006 YZ es 15,5. Tiene 4,737 km de diámetro y su albedo se estima en 0,06. 